# Haworthia azurea
Haworthia azurea är en grästrädsväxtart som beskrevs av M. Hayashi. Haworthia azurea ingår i släktet Haworthia och familjen grästrädsväxter. Inga underarter finns listade i Catalogue of Life.